# Vicki
Vicki é um filme noir americano dirigido por Harry Horner e lançado em 1953.